# Messe (Musik)

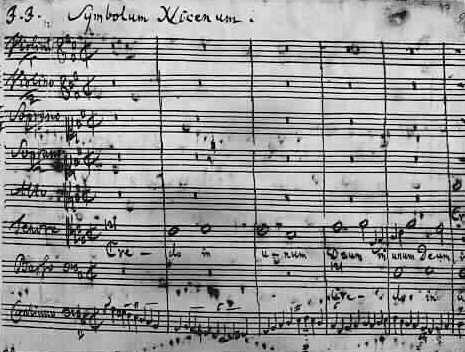
Anfang des Symbolum Nicenum von Bachs h-Moll-Messe
mit gregorianischem Kopfmotiv

Messe (Missa) heißt eine Gattung musikalischer Kompositionen, denen die Texte der heiligen Messe der katholischen Liturgie zugrunde liegen. Neben den gleich bleibenden Texten (Ordinarium) werden in manchen Kompositionen auch einige der nach dem Kirchenjahr oder Anlass veränderlichen Texte (Proprium) vertont.
Die lutherische Liturgie behielt das Ordinarium weitgehend bei. Die typische Lutherische Messe besteht aus den Teilen Kyrie und Gloria. Johann Sebastian Bach schrieb vier lateinische lutherische Messen. Gegen Ende seines Lebens ergänzte er Kyrie und Gloria aus dem Jahr 1733 zu einer vollständigen Messe, der h-Moll-Messe. Viele andere lutherische Komponisten komponierten deutsche lutherische Messen. Die analoge Vertonung anglikanischer Gottesdienste heißt Service.
Während die einzelnen Teile der Messe nach ihren Anfangsworten benannt sind, heißt die Messe selbst nach ihrem Schlusswort „Ite, missa est“ (wörtlich etwa: „Gehet, nun ist (Aus-)Sendung“). Eine Messe für die Verstorbenen wird Requiem genannt.

## Geschichte
Der frühe abendländische Kirchengesang, aus dem sich die mehrstimmigen und orchestralen Messen entwickelten, ist im Messbuch, dem Kyriale und Antiphonarium enthalten. Er wird Gregorianischer Choral genannt, da ihn Papst Gregor I. ordnete.
Ausgehend vom Gregorianischen Choral wurden in der Karolingerzeit v. a. die Propriumsteile erweitert. Dazu bediente man sich zweier Kompositionsmittel: des Tropus und der Sequenz. Noch werden aber keine Messen als in sich geschlossenes Ganzes komponiert, sondern nur einzelne Teile. So finden sich in den Überlieferungen auch nur Sammlungen einzelner Stücke entsprechend ihrer liturgischen Funktion, also Kyrie, Gloria usw. Ein erster Schritt in Richtung einer mehrteiligen Komposition wird im 13. und 14. Jh. gegangen, wo man z. B. Gloria und Credo oder Sanctus und Agnus Dei als Paare zusammenfasst. Schließlich entstehen auch Sammlungen, die aus Vertonungen sämtlicher Messesätze bestehen. Diese sind jedoch anonym überliefert und es ist nicht klar, ob die verschiedenen Teile auf einen einzelnen Komponisten zurückgehen.
Ein Wendepunkt ist die Messe de Nostre Dame von Guillaume de Machaut um 1364. Dies ist die erste erhaltene Vertonung eines vollständigen Messordinariums, die von einem namentlich bekannten Komponisten stammt, und zugleich die älteste bekannte Messe im vierstimmigen Satz. Besonderes musikalisches Mittel ist in dieser Komposition die Isorhythmie.
In der Renaissance, insbesondere der franko-flämischen Vokalpolyphonie, ist die Komposition zusammenhängender Messen, gemeint ist damit seit dieser Zeit das Ordinarium, die Regel. Meist liegt der Komposition ein Cantus firmus zugrunde, wobei sich hier L’homme armé besonderer Beliebtheit erfreut. (Zu Kompositionsmitteln vgl. Kontrapunkt.) Zu den herausragenden Komponisten von Messen zählten damals u. a. Guillaume Dufay und Johannes Ockeghem.
Um 1500 erreicht diese Musik mit Josquin Desprez ihren ersten Höhepunkt. Er entwickelt u. a. die Parodiemesse, bei der eine Vorlage, z. B. eine Motette, aufgegriffen wird und in Teilen für die Messe Verwendung findet. Dabei können auch längere mehrstimmige Passagen parodiert werden.
Das Konzil von Trient ab 1545 fordert von der Kirchenmusik dann wieder eine Rückkehr zu einfachen Formen. Man meinte, das Wort sei zu unverständlich in den komplizierten polyphonen Kompositionen. Auch der starke Einfluss weltlicher Musik als Vorlage sei der liturgischen Verwendung unangemessen. Einige Stimmen wollen gar die Rückkehr zum einstimmigen gregorianischen Choral. In diesem Zusammenhang steht dann die historisch nicht verbürgte, später aber in Form einer Legende auftauchende Rettung der modernen Kirchenmusik durch Giovanni Pierluigi da Palestrinas Missa Papae Marcelli.
Bis zum Ende des 18. Jahrhunderts waren Messkompositionen fast ausschließlich für die liturgische Verwendung im Hochamt geschaffen worden. Im 19. Jahrhundert entwickelte sich die Gattung der Konzertmessen, die durch ihren Umfang und ihre Aufführungsvoraussetzungen den gottesdienstlichen Rahmen sprengen (z. B. Beethovens Missa solemnis). Bis in die Gegenwart entstehen aber weiterhin Neukompositionen des Textes für den Gottesdienst.
Die klassische Messkomposition verwendete den lateinischen bzw. (beim Kyrie) griechischen Text, der in der katholischen Liturgie bis zum Zweiten Vatikanischen Konzil der einzig zugelassene war. Daneben gab und gibt es aber auch vermehrt landessprachliche Messen. Einige Massenkompositionen, wie zum Beispiel Gioachino Rossinis Petite Messe solennelle, enthalten jedoch Teile außerhalb des Ordinariums. Franz Schubert vertonte in seiner  Deutschen Messe Dichtungen, die Teile aus Proprium und Ordinarium paraphrasieren, zum Beispiel vertritt das bekannte „Heilig, heilig, heilig“ das Sanctus. Leoš Janáček vertonte in seiner Glagolitischen Messe das Ordinarium in tschechischer Sprache.

## Abfolge
In der Regel werden die festen Bestandteile der heiligen Messe (Ordinarium) vertont, benannt nach den Anfangsworten des Textes. In einigen Mess-Kompositionen werden zusätzlich Teile vertont, die zum Proprium gehören, den dem Anlass entsprechend wechselnden Stücken der Messe. Dies ist regelmäßig der Fall beim Requiem, der Messfeier für Verstorbene. Dort wird der Introitus „Requiem aeternam“, oft auch Offertorium und die Sequenz teilweise oder vollständig vertont. In einigen Kompositionen werden zusätzlich auch liturgische Texte der Beisetzung (Exsequien) mit berücksichtigt.
Reihenfolge und Zugehörigkeit sind wie folgt:
| Ordinarium                         | Proprium                                                                                   |
| ---------------------------------- | ------------------------------------------------------------------------------------------ |
|                                    | Introitus (Chor)                                                                           |
| Kyrie eleison / Christe eleison    |                                                                                            |
| Gloria                             |                                                                                            |
|                                    | Graduale mit Halleluja und Vers (Chor und Solist) oder mit Tractus (vom 9. Jh. an Sequenz) |
| (Credo)                            |                                                                                            |
|                                    | Offertorium mit Versen für Chor und Solist                                                 |
| Sanctus mit Hosanna und Benedictus |                                                                                            |
| Agnus Dei                          |                                                                                            |
|                                    | Communio (Chor)                                                                            |
| Ite, missa est oder Benedicamus    |                                                                                            |

Das Herzstück der Messe, das Hochgebet mit dem Einsetzungsbericht, wurde bis zur Liturgiereform des Zweiten Vatikanischen Konzils vom Priester leise gesprochen. Im Hochamt mit Chormusik wurde das Sanctus – zunächst aus Zeitgründen – in die beiden Sätze Sanctus und Benedictus aufgeteilt. Das Sanctus wurde am liturgischen Ort, unmittelbar nach der Präfation, musiziert, das Benedictus wurde seit dem 16. Jahrhundert auf einen Platz nach der Wandlung verschoben und begann nach der in Stille vollzogenen Elevation. In den klassischen Kompositionen ist das Benedictus daher oft besonders „mystisch“ und lang gestaltet.
Ursprünglich war der Begriff Missa brevis dafür gebraucht, eine (komplette) Messe von kürzerer Dauer oder auch ohne Gloria, Credo und die Propriumteile zu bezeichnen. Das Gegenteil in der katholischen Tradition ist die Missa solemnis, die nicht unbedingt länger dauern musste, aber mit größerem Aufwand versehen war.
In der protestantischen Tradition ist die Missa brevis, auch Lutherische Messe genannt, eine Komposition von  Kyrie und Gloria. Das Gegenstück dazu ist die Missa tota, die allerdings nicht allzu häufig vorkommt und in Bachs h-Moll-Messe wohl ihren Höhepunkt findet. Bach komponierte vier Lutherische Messen in lateinischer Sprache. Gottfried Heinrich Stölzel komponierte eine Deutsche Messe in deutscher Sprache.

## Bedeutende Kompositionen
Die heute bekannteste Messkomposition der Ars nova ist die Messe de Nostre Dame von Guillaume de Machaut. Aus der Renaissance sind uns eine Reihe von Messen überliefert. Wichtige Komponisten sind etwa Palestrina (Missa papae Marcelli), Orlando di Lasso, Guillaume Du Fay (Missa Sancti Jacobi), Josquin Desprez (Missa Hercules Dux Ferrariae), Hans Leo Haßler und Jacobus Gallus.
Auch lutherische Komponisten komponierten lateinische Messgesänge und Messen, so veröffentlichte Michael Praetorius 1611 eine Sammlung solcher Stücke, Missodia Sionia, der eine achtstimmige Messe enthält.
Ab dem 17. Jahrhundert schwand die ursprüngliche Geschlossenheit des Gesanges zugunsten der eigenständigen Instrumentalbegleitung und der Verwendung von Vokalsolisten. Solche Messen komponierten unter anderem: Heinrich Ignaz Franz Biber (Missa Salisburgensis), Johann Sebastian Bach (h-Moll-Messe), Jan Dismas Zelenka, Joseph Haydn (Missa in angustiis), Michael Haydn, Antonio Salieri, Wolfgang Amadeus Mozart (Große Messe in c-Moll), Ludwig van Beethoven (Missa solemnis), Franz Schubert, Luigi Cherubini, Gioacchino Rossini (Petite Messe solennelle), Joseph von Eybler, Charles Gounod (Messe solennelle en l’honneur de Sainte-Cécile), Anton Bruckner, Franz Liszt, u. v. a.